# شمال شرقي (اتجاه)

بوصلة من 16 نقطة مع إبراز الشمال الشرقي.

الشَّمال الشَّرْقي هو أحد الإتجاهات الفرعية ويقع بين الإتجاهين الأصليين الشمال والشرق ويستخدم في تحديد الإتجاهات بالبوصلة أو على الخرائط.